# Baflo

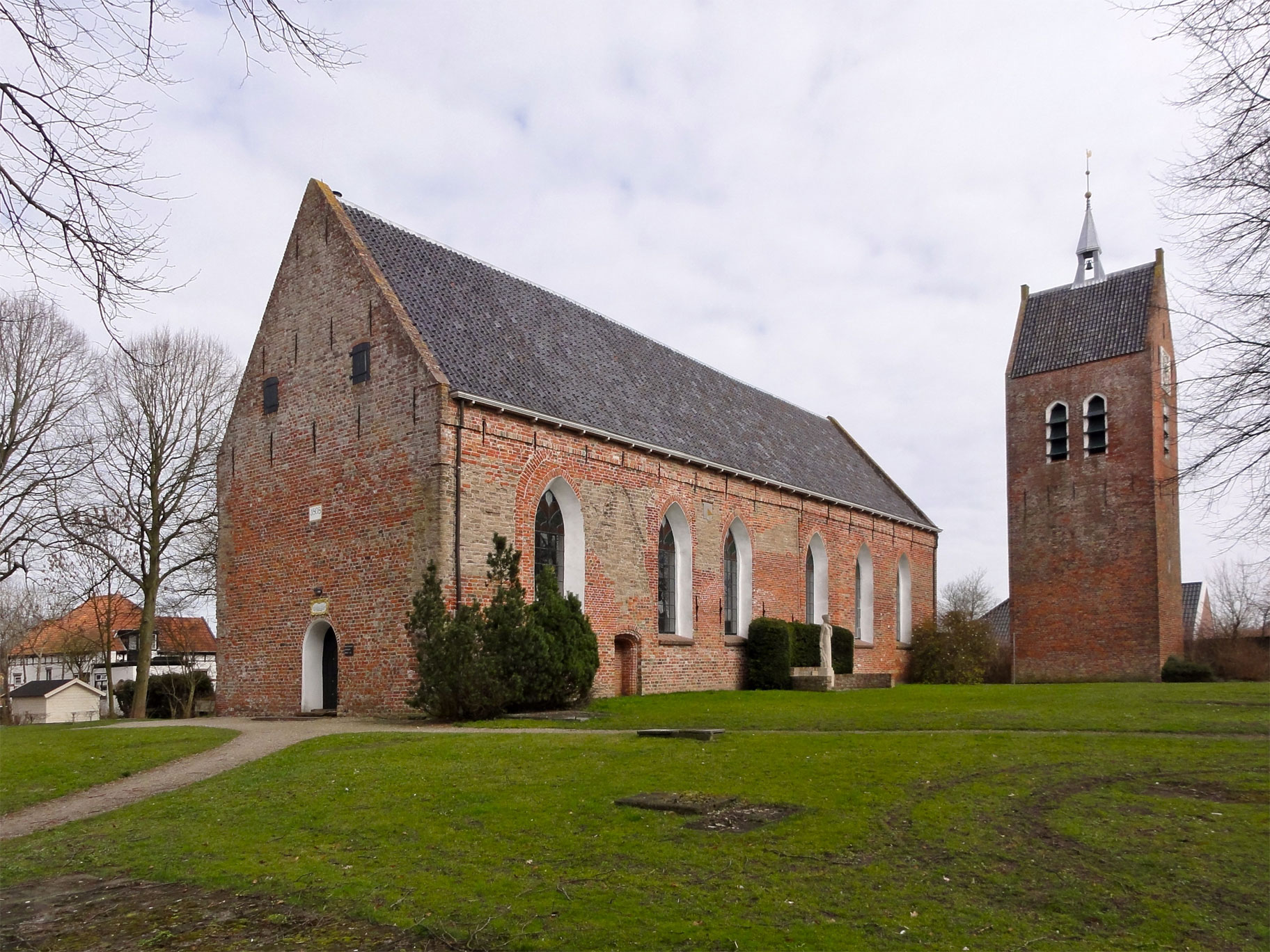
Baflo: la chiesa di San Lorenzo

Baflo (in Gronings: Bavvelt o Bavveld) è un villaggio (dorp) di circa 1 800 abitanti del nord-est dei Paesi Bassi, facente parte della provincia di Groninga (Groningen) e situato nella regione di Hoogeland. Dal punto di vista amministrativo, si tratta di un ex-comune, nel 1990 accorpato alla municipalità di Winsum, comune accorpato a sua volta nel 2019 nella nuova municipalità di Het Hogeland.
Un tempo era il capoluogo della regione storica di Halfambt.

## Geografia fisica
Baflo si trova poco a sud della costa che si affaccia sul Mare del Nord, tra le località di Warffum e Winsum (rispettivamente a sud della prima e a nord della seconda) e a pochi chilometri ad est dei villaggi di Eenrum e Wehe-den Hoorn.

## Origini del nome
Il toponimo Baflo, attestato anticamente come Befelo, Bestlon, Bahtlon (X-XI secolo), Baflon (XI secolo), Beftlo (1211), Baftlo (1285), Bafflo (1475), Baffelt (1506) e Bafloo (1883), è riconducibile, nella parte iniziale Beft- e Baht- al termine antico frisone befta e al termine medio olandese bacht(en), che significano, "dietro", e, nella seconda parte, al termine -lo, che indica un'area boschiva.

## Storia

### Dalle origini ai giorni nostri
L'area su cui sorge Baflo è abitata sin dal 600 a.C.
Nel XII secolo, fu realizzata una chiesa in loco (v. "Chiesa di San Lorenzo").
Nel 1893, con la realizzazione della linea ferroviaria che collegava Sauwerd a Roodeschool, venne inaugurata a Baflo una stazione.
Al termine della seconda guerra mondiale, il territorio del villaggio venne ampliato e nel 1950, fu costruita a Baflo la prima casa di riposo della zona.

### Simboli
Nello stemma di Baflo è raffigurato una croce gialla a sei punte su sfondo verde. 
Questo stemma è derivato probabilmente da quello di Johannes Huesman, proprietario terriero frisone e fratellastro dell'umanista Rudolf Agricola.

## Monumenti e luoghi d'interesse
Baflo vanta 7 edifici classificati come rijksmonumenten.

### Architetture religiose

#### Chiesa di San Lorenzo
Principale edificio religioso di Baflo è la chiesa di San Lorenzo (Laurentiuskerk), situata al nr. 8 della Kostersgang e le cui origini risalgono al XII secolo.
All'interno della chiesa, si trova un organo realizzato nel 1877 da R. Meijer.

## Società

### Evoluzione demografica
Al censimento del 2020, Baflo contava una popolazione pari a 1 834 abitanti.
La popolazione al di sotto dei 16 anni era pari a 246 unità, mentre la popolazione dai 65 anni in su era pari a 441 unità.
La località ha conosciuto un progressivo decremento demografico tra il 2013 e il 2016, quando è passata da 1 890 abitanti a 1 816 abitanti e un successivo progressivo incremento fino al 2019 (quando contava 1 837 abitanti), per poi registrare solo un leggero calo l'anno seguente.

## Geografia antropica

### Suddivisioni amministrative
Buurtschappen:
- Dinge (in parte)
- Lutke Saaxum (in parte)